# إيميليانو سالا

## إيميليانو راؤول سالا تافاريل(بالإسبانية:Emiliano Raúl Sala Taffarel)‏(ولد31 أكتوبر1990– توفي21 يناير2019) كانلاعب كرة قدمأرجنتيني، لعبكمهاجم.[1][2][3]
في 22 يناير 2019، ورد أن سالا كان على متن طائرة مفقودة، من نوع Piper Malibu، والتي كانت في طريقها من نانت إلى كارديف، لكنها اختفت بالقرب من جزيرة ألديرني في اليوم السابق. بعد ذلك تم إجراء بحث شامل، لكن شرطة جيرنزي أوقفت البحث بعد ذلك بثلاثة أيام، بعد أن غطت مساحة تزيد عن 1700 ميل مربع عبر القناة الإنجليزية. صرحت السلطات أن فرص نجاة سالا والطيار من الحادثة هي «ضعيفة للغاية». في 26 يناير، تم بدء بحث آخر ممول من قبل صفحة على "GoFundMe". بدأ بحث تحت الماء في 3 فبراير وتم العثور في نفس اليوم على حطام الطائرة وجثة واحدة بداخله، وتم التعرف على الجثة لاحقا على أنها جثة سالا.

## مسيرته الكروية

### بدايته المبكرة
بدأ سالا لعب كرة القدم في سان مارتين دي بروغريسو، حيث بقي هناك حتى بلغ من العمر 15 عامًا. ثم انتقل إلى سان فرانسيسكو، قرطبة، ليلعب في مدرسة كرة القدم بعد أن تم رصده من قبل الكشافة.

### جيروندان بوردو
في سن ال 20، خلال موسم 2010–11، انتقلت سالا إلى أوروبا للتوقيع مع نادي بوردو. بعد وصوله إلى فرنسا، عاش سالا لفترة وجيزة مع مدرب النادي الشاب مارسيلو فادا وابنه زميلة في الفريق فالنتين فادا، اللذان كانا من نفس منطقة الأرجنتين.

### نانت
في 20 يوليو 2015، انضمت سالا إلى نادي نانت الفرنسي الأول على أساس عقد مدته خمس سنوات مقابل رسوم انتقال بلغت مليون يورو. شارك في أول مباراة له مع نانت في المباراة الافتتاحية لموسم 2015–16، خلال فوزه على نادي غانغون بنتيجة 1–0، وسجل هدفه الأول للنادي في 5 ديسمبر 2015 في مباراة التعادل 1–0 مع نادي أجاكسيو.

### كارديف سيتي
في 19 كانون الثاني / يناير 2019، انضم سالا إلى نادي كارديف سيتي في الدوري الإنجليزي الممتاز في صفقة مدتها ثلاث سنوات ونصف مقابل رسوم انتقال قياسية بالنسبة للنادي، حيث بلغت قيمة الانتقال 15 مليون جنيه إسترليني. رفض سالا عرضا متأخرا من نادي في الدوري الصيني الممتاز للانضمام وانتقل إلى كارديف، على الرغم من العرض الصيني أعلى في رسوم الانتقال وفي المرتب، ولكن رفضه بسبب رغبته في اللعب في الدوري الإنجليزي الممتاز. بعد وفاة سالا، طالب نادي نانت برسوم الانتقال من كارديف.

## الاختفاء والوفاة
بعد أن أنهى الكشف الطبي في كارديف، عاد سالا إلى نانت في صباح يوم 19 يناير على متن طائرة، بترتيب من الوكيل الرياضي مارك مكاي. كانت نيته العودة إلى كارديف في 21 يناير من أجل حضور أول حصة تدريبية مع ناديه الجديد صباح اليوم التالي.
في 22 يناير، كانت هناك تقارير عن وجود «قلق حقيقي» بأن سالا كان على متن الطائرة المفقودة التي كانت في طريقها من نانت إلى كارديف. الطائرة هي نفسها التي كان قد سافر بها إلى نانت قبل ذلك يومين، وقد تم إعلان أن الطائرة فقدت قبالة آلديرني في 21 يناير. وتم التأكيد في وقت لاحق من نفس اليوم أن سالا كان أحد الركاب على متن الطائرة المفقودة، جنبا إلى جنب مع الطيار البالغ من العمر 59 عاما ديفيد إبوتسون. في 23 يناير 2019، ذكرت سلطات البحث الجوي في جزر القنال الإنجليزي أنه «لا أمل» في العثور على أي ناجين في الماء.

تم الكشف عن رسالة صوتية يزعم أنها أرسلت من قبل سالا إلى أصدقائه عبر واتساب من الطائرة من قبل أحد منافذ الإعلام الأرجنتينية "Olé"، وقد قال في الرسالة:
في الساعة 15:15 بتوقيت جرينتش يوم 24 يناير 2019 بعد بحث «دقيق وشامل جدا» بما في ذلك 80 ساعة من البحث الذي اضطلعت به ثلاث طائرات وخمس طائرات هليكوبتر واثنين من قوارب النجاة، أعلنت شرطة غيرنسي أنها قد ألغت البحث عن الطائرة والناجين. القرار أدى إلى مطالبات في جميع أنحاء العالم من أجل مواصلة البحث وشملت المطالبات العديد من لاعبي كرة القدم، بما في ذلك زملاء سالا اللاعبين الأرجنتينيين ليونيل ميسي، جونزالو هيغواين، سيرجيو أغويرو ودييغو مارادونا. أعلن رئيس الأرجنتين، موريسيو ماكري، اعتزامه إصدار طلب رسمي إلى الحكومتين البريطانية والفرنسية من أجل استئناف البحث. أيضا حصد التماس على الإنترنت أكثر من 65،000 من التوقيعات، وأعلنت أسرة سالا في وقت لاحق عزمها تمويل بحث خاص. تم جمع أكثر من 280،000£ من أجل بدء بحث خاص على GoFundMe من قبل "Sports Cover"، وهي الوكالة الرياضية التي تمثل سالا. سمحت الأموال باستئناف البحث في 26 يناير، مع تخصيص اثنين من المراكب من أجل البحث، بقيادة العالم ديفيد ميرنس.
في 28 يناير تم الإعلان عن خطط لإجراء بحث تحت الماء على أن يبدأ «في غضون أسبوع»، حسب الظروف الجوية، وباستخدام مركبة تحت الماء يتم التحكم فيها عن بعد (ROV). في 29 يناير، ضم فريق كارديف سيتي سالا لقائمة الفريق في المباراة ضد أرسنال، مع نبتة نرجس بجانب اسمه بدلا من رقم القميص. في 30 يناير، أفادت شعبة التحقيق في الحوادث الجوية (AAIB) أنها عثرت على اثنين من المقاعد تم نقلهما عن طريق المياه إلى شاطئ فرنسي، ويعتقد أنهما من الطائرة المفقودة.
في 3 فبراير، بدأ بحث آخر تحت الماء للبحث عن الطائرة باستخدام مركبة Geo Ocean III ومركبة أخرى، لمسح قاع البحر عن طريق السونار. في حوالي الساعة 21:11 بتوقيت جرينتش، وبعد ست ساعات من بدء البحث الجديد، تم العثور على حطام من الطائرة على عمق 63 متر (207 قدم). في 4 فبراير، ذكر المحققون أن هناك جسد واحد مرئي داخل حطام الطائرة.
في 7 فبراير، تم إخراج الجسم من الحطام واقتيد إلى جزيرة بورتلاند ليراه محقق وفيات دورسيت. في وقت لاحق من ذلك اليوم، تعرفت شرطة دورسيت على الجثة وتم إعلان أنها جثة سالا.

## الإحصائيات

### النادي
| النادي      | الموسم   | الدوري                        | الدوري | الدوري  | الكأس  | الكأس   | قاري   | قاري    | المجموع | المجموع |
| النادي      | الموسم   | الدرجة                        | الظهور | الأهداف | الظهور | الأهداف | الظهور | الأهداف | الظهور  | الأهداف |
| ----------- | -------- | ----------------------------- | ------ | ------- | ------ | ------- | ------ | ------- | ------- | ------- |
| كراتو       | 2009–10  |                               | 1      | 2       | 0      | 0       | 0      | 0       | 1       | 2       |
| أورليانز    | 2012–13  | الدوري الفرنسي الدرجة الوطنية | 37     | 19      | 0      | 0       | 0      | 0       | 37      | 19      |
| نيور        | 2013–14  | الدوري الفرنسي الدرجة الثانية | 37     | 18      | 3      | 2       | 0      | 0       | 40      | 20      |
| بوردو       | 2014–15  | الدوري الفرنسي                | 11     | 1       | 1      | 0       | 0      | 0       | 12      | 1       |
| كاين        | 2014–15  | الدوري الفرنسي                | 13     | 5       | 0      | 0       | 0      | 0       | 13      | 5       |
| نانت        | 2015–16  | الدوري الفرنسي                | 31     | 6       | 4      | 0       | 0      | 0       | 35      | 6       |
| نانت        | 2016–17  | الدوري الفرنسي                | 34     | 12      | 5      | 3       | 0      | 0       | 39      | 15      |
| نانت        | 2017–18  | الدوري الفرنسي                | 36     | 12      | 2      | 2       | 0      | 0       | 38      | 14      |
| نانت        | 2018–19  | الدوري الفرنسي                | 19     | 12      | 2      | 1       | 0      | 0       | 21      | 13      |
| نانت        | المجموع  | المجموع                       | 120    | 42      | 13     | 6       | 0      | 0       | 133     | 48      |
| كارديف سيتي | 2018–19  | الدوري الإنجليزي              | 0      | 0       | 0      | 0       | 0      | 0       | 0       | 0       |
| الإجمالي    | الإجمالي | الإجمالي                      | 219    | 87      | 17     | 8       | 0      | 0       | 236     | 95      |

المصدر:

## برنامج تحقيقات الكوارث الجوية على قناة ناشيونال جيوغرافيك
قامت قناة ناشيونال جيوغرافيك في الثالث والعشرين من سيبتمبر2024 بنشر حلقة على قناها على اليوتيوب ضمن سلسلة تحقيقات الكوارث الجوية حول ملابسات سقوط الطائرة تحت عنوان ( نجم كرة قدم مفقود )
حلقة برنامج تحقيقات الكوارث الجوية التي تم بثها بالعربية في 23 سيبتمبر 2024

## وصلات خارجية
- إيميليانو سالا على موقع IMDb (الإنجليزية)

- إيميليانو سالا على موقع رابطة كرة القدم الفرنسية للمحترفين (الإنجليزية)
- إيميليانو سالا على موقع إي إس بي إن إف سي (الإنجليزية)
- إيميليانو سالا على موقع قاعدة بيانات كرة القدم.إي يو (الإنجليزية)
- إيميليانو سالا على موقع ليكيب (الفرنسية)
- إيميليانو سالا على موقع Soccerbase.com (لاعب) (الإنجليزية)
- إيميليانو سالا على موقع Soccerway.com (الإنجليزية)
- إيميليانو سالا على موقع عالم كرة القدم.نت (الإنجليزية)
- إيميليانو سالا على موقع كووورة
- إيميليانو سالا على موقع AS.com (الإسبانية)